# Norbert Eschmann
Norbert Eschmann (Besançon, 1933. szeptember 19. – Lausanne, 2009. május 13.) francia születésű válogatott svájci labdarúgó, középpályás, edző.

## Pályafutása

### A válogatottban
1956 és 1964 között 15 alkalommal szerepelt a svájci válogatottban és három gólt szerzett. Tagja volt az 1954-es és az 1962-es világbajnokságon részt vevő csapatnak.

## Sikerei, díjai
Lausanne-Sport
- Svájci bajnokság
  - bajnok: 1964–65
- Svájci kupa
  - győztes: 1964